# کنسرو ماهی
کنسرو ماهی به بسته‌بندی ماهی در قوطی‌هایی گفته می‌شود که هوا به داخل آن‌ها نفوذ نمی‌کند و در معرض حرارت قرار گرفته‌اند. کنسرو روشی برای نگهداری مواد غذایی است و محصولات کنسروشده معمولاً ماندگاری بین یک تا پنج سال دارند.
کنسرو ماهی معمولاً حاوی روغن مایع است اما تولیدکنندگان برای کسانی که نباید روغن و نمک مصرف کنند یا ذائقهٔ متفاوتی دارند ماهی در آب‌نمک (بدون روغن)، ماهی در آب (بدون روغن و نمک) و ماهی در روغن زیتون هم تولید می‌کنند. درصورتی که ماهی تازه صید شده، به سرعت منجمد شود، در فرآوری آن نکته‌های بهداشتی رعایت شود و شرایط و زمان پخت آن طبق اصول پروتکل‌های نهادهای نظارتی باشد، تفاوت چندانی بین ارزش غذایی ماهی تازه و ماهی کنسروشده وجود ندارد.

## کنسرو ماهی تن

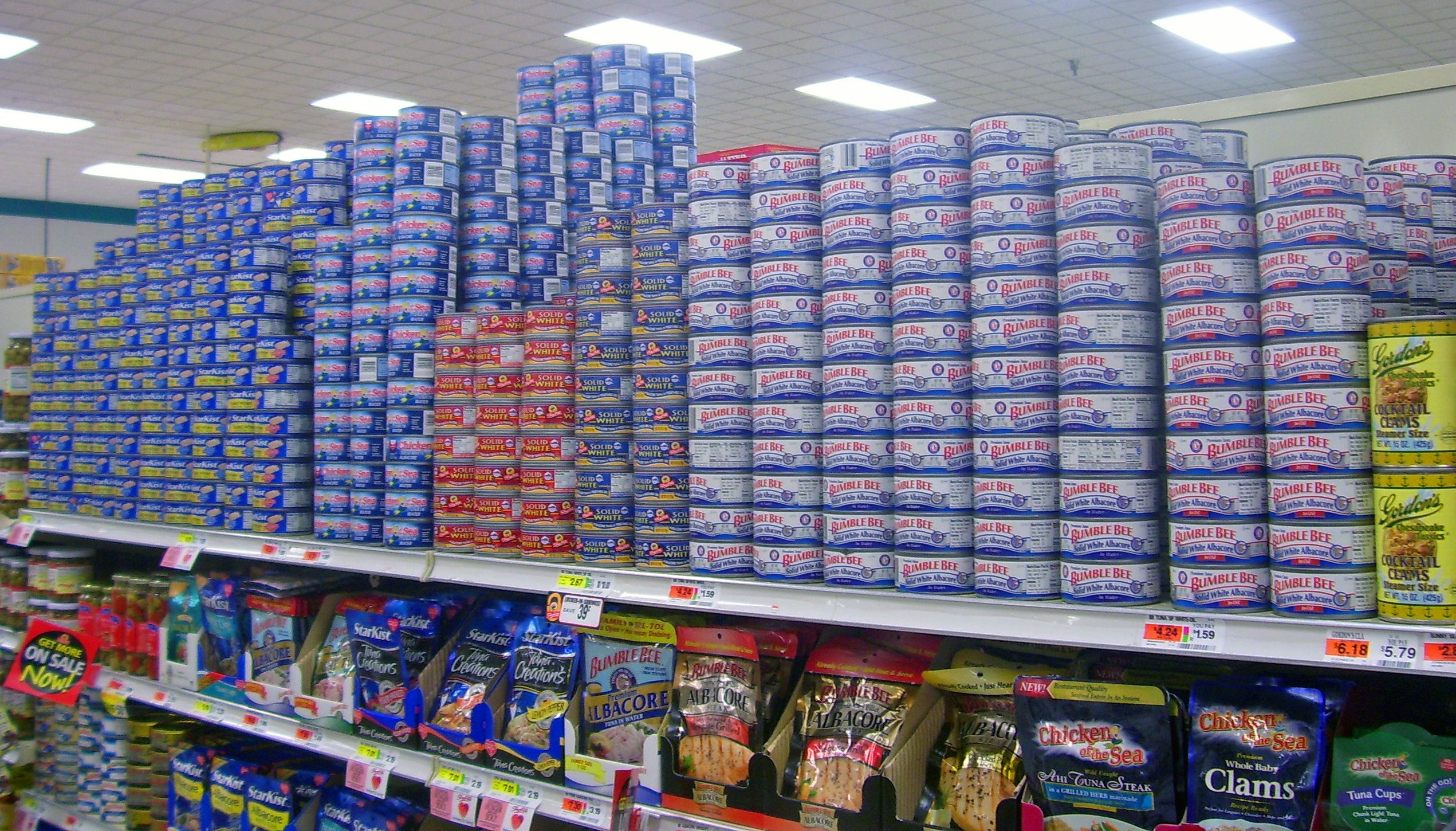
قفسهٔ ماهی‌های تن کنسروشده در یک سوپرمارکت

کنسرو تن ماهی خوراکی است که در سراسر دنیا مصرف می‌شود. این کنسروها مغذی و منبع عالی پروتئین، اسیدهای چرب امگا ۳ و ویتامین‌های گروه ب هستند. یک قوطی حدوداً ۱۵۰ گرمی ماهی تن، ۵۶ درصد از نیاز روزانهٔ فرد به پروتئین را تأمین می‌کند. با این‌حال در ماهی تن مقادیری جیوه وجود دارد و به همین دلیل پژوهشگران توصیه می‌کنند زنانی که در سنین بارداری هستند باید مصرف کنسرو ماهی تن را به ۱۱۳ میلی‌گرم در هفته (کمی کمتر از یک قوطی کنسرو) کاهش دهند. میزان جیوهٔ موجود در ماهی‌های تن، از سال ۱۹۹۸ تا ۲۰۰۸ هر سال تقریباً ۴ درصد افزایش یافته‌است. برخی محققان معتقدند فواید مصرف ماهی تن کنسرو شده همچنان بر خطرات احتمالی ناشی از آلاینده‌های موجود در آن می‌چربد. اینان بر این باورند که این واقعیت سیاره‌ای است که ما با آن خوب رفتار نکرده‌ایم و دیگر هیچ غذای ۱۰۰٪ سالمی در دنیا وجود ندارد. با این‌حال عده‌ای دیگر معتقدند گروه‌هایی مانند زنان باردار نباید ماهی تن کنسرو شده مصرف کنند و می‌توانند غذاهای دریایی دیگر مثل ماهی خال‌خالی، سالمون، میگو یا کنسرو سبزیجات را جایگزین آن کنند.
کنسروهای ماهی تن به دلیل، طعم، مزه، رنگ، بو، کیفیت و ارزش تغذیه متفاوت، قیمت‌های متفاوتی دارند، با این حال تشخیص نوع ماهی تن با نگاه کردن به آن، برای افراد غیرمتخصص ممکن نیست. هوور، هوور مسقطی، گیدر (زردباله)، زرده و بادبان‌ماهی (اسبک) مهمترین گونه‌های ماهی تن آب‌های جنوب ایران هستند که در تهیهٔ کنسرو استفاده می‌شوند. مرغوب‌ترین گونهٔ تن گیدر است اما بیشتر کنسرو تن در بازار ایران از گونه هوور است و حتی آن را محبوب‌ترین نوع ماهی تن می‌دانند. زرده و اسبک از لحاظ مرغوبیت و قیمت پس از این‌ها قرار می‌گیرند و برخی منابع، زرده را در زمرهٔ ماهی‌های تن قرار نمی‌دهند.
روغن موجود در کنسروهای ماهی تن معمولاً از انواع سویا، آفتابگردان یا زیتون هستند و روغن ماهی نیستند.

## کنسرو ساردین
ساردین جزو ماهی‌هایی است که پس از صید خیلی زود فاسد می‌شود بنابراین بیشتر به صورت کنسرو عرضه می‌شود. آنها عموماً از پلانکتون‌ها تغذیه می‌کنند و به همین دلیل، میزان جیوهٔ موجود در بدنشان از ماهی‌های دیگر (مثل ماهی تن) پایین‌تر است. ماهی ساردین حاوی مقادیر قابل توجهی از ویتامین‌های دی و ب۱۲، کلسیم و اسیدهای چرب امگا ۳ است و هر دو نوع تازه یا کنسروشدهٔ آن ارزش غذایی تقریباً یکسانی دارند. کنسرو ماهی ساردین در آب یا روغن زیتون هم عرضه می‌شود که انتخاب سالم‌تری از کنسروهای حاوی روغن سویا یا انواع دیگر روغن‌های تصفیه شده‌است.
بزرگ‌ترین خطری که می‌تواند مصرف‌کنندهٔ کنسرو ساردین را تهدید کند مربوط به ماهی ساردین نیست بلکه مربوط به ترکیبات موجود در قوطی کنسرو است. بر اساس تحقیقات سال ۲۰۱۷ سازمان غیرانتفاعی مرکز بهداشت محیطی آمریکا، در تولید ۳۸ درصد از قوطی‌های کنسرو آزمایش شده از بی‌پی‌اِی استفاده شده‌است. مطالعات آزمایشگاهی نشان می‌دهند که قرار گرفتن در معرض بی‌پی‌اِی ممکن است باعث اختلالات تولید مثل، آسیب ژنتیکی و بالا رفتن احتمال ابتلا به سرطان پستان شود.

## احتیاط در مصرف
به دلیل احتمال وجود باکتری کلوستریدیوم بوتولینوم، کنسرو ماهی (همانند دیگر فرآورده‌های کنسروی) می‌تواند باعث مسمومیت و عوارضی مانند بوتولیسم شود؛ بنابراین پیش از مصرف، قوطی کنسرو باید ۱۵ تا ۲۰ دقیقه در آب جوش قرار گرفته و حرارت کافی ببیند.
ماهی با توجه به ارزش غذایی بالا جزو پروتئین‌های با کیفیت محسوب می‌شود اما کسانی که دچار چربی خون هستند یا فشار خون دارند، باید توجه داشته باشند که روغن کنسرو ماهی و میزان نمک این محصولات ممکن است برایشان مناسب نباشد.